# Isole Marshall ai Giochi della XXIX Olimpiade
Le Isole Marshall hanno partecipato ai Giochi della XXIX Olimpiade di Pechino, svoltisi dall'8 al 24 agosto 2008, con una delegazione di 5 atleti.
È stata la prima partecipazione del paese ai Giochi.

## Atletica leggera
| Gara            | Atleta      | Batterie | Batterie | Quarti  | Quarti | Semifinali | Semifinali | Finale | Finale |
| Gara            | Atleta      | Tempo    | Pos.     | Tempo   | Pos.   | Tempo      | Pos.       | Tempo  | Pos.   |
| --------------- | ----------- | -------- | -------- | ------- | ------ | ---------- | ---------- | ------ | ------ |
| 100 m maschili  | Roman Cress | 11"18    | 8        |         |        |            |            |        |        |
| 800 m femminili | Haley Nemra |          |          | 2'18"83 | 7      |            |            |        |        |

## Nuoto
| Gara                        | Atleta            | Batterie | Batterie | Semifinali | Semifinali | Finale | Finale |
| Gara                        | Atleta            | Tempo    | Pos.     | Tempo      | Pos.       | Tempo  | Pos.   |
| --------------------------- | ----------------- | -------- | -------- | ---------- | ---------- | ------ | ------ |
| 100 m dorso maschili        | Jared J Heine     | 58"86    | 42       |            |            |        |        |
| 50 m stile libero femminili | Julianne Kirchner | 30"42    | 75       |            |            |        |        |

## Taekwondo
| Gara  | Atleta     | Tabellone principale           | Tabellone principale | Tabellone principale | Tabellone principale | Ripescaggi | Ripescaggi |
| Gara  | Atleta     | Ottavi                         | Quarti               | Semifinali           | Finale               | Semifinali | Finale     |
| ----- | ---------- | ------------------------------ | -------------------- | -------------------- | -------------------- | ---------- | ---------- |
| 80 kg | Anju Jason | Aaron Cook (Gran Bretagna) 7-0 |                      |                      |                      |            |            |